# スカイホーク (アニメ)
スカイホーク（SKYHAWKS）とはアメリカのテレビアニメ、アニメーション制作はパントマイム・ピクチャー・プロダクションとCBSテレビジョン・ディストリビューション。
アメリカでは1969年9月6日から1971年9月4日までABCで放送され、日本ではNHK総合の『少年映画劇場』（日曜18:05 - 18:50）で放送された。

## キャラクター
マイク・ウィルソン
声 - マイケル・ライ
スティーブ・ウィルソン
声 - ケーシー・カセム
キャロライン・ウィルソン
声 - アイリス・レイナー
パピー・ウィルソン
声 - ディック・カーティス
マギー・マクナリー
声 - ジョアン・ガーバー
バロン・ヒューズ
声 - ・ディック・カーティス
シンシア・ヒューズ
声 - メリンダ・ケーシー
ジョー・コンウェイ
声 - ケーシー・カセム
バック・デブリン
声 - ボブ・アルボガスト

## 吹き替え声優
- 家弓家正 (マイク・ウィルソン)
- 竹尾智晴 (現:中尾隆聖) (スティーブ・ウィルソン)
- 槐柳二[3]
- 杉山佳寿子[4]
- 朝戸鉄也[5]

### 吹き替えスタッフ
- 日本語版配給 - トランスグローバル

## エピソード
1. "Night Flight"/"Flight to Danger (Big Wet Bird)"
2. "Untamed Wildcat"/"Silent Flight"
3. "The Search"/"Mission to Avalanche Wells"
4. "Lobster Pirates"/"The Message"
5. "Hidden Valley"/"The Snooper"
6. "Bams Away"/"Vacation with Danger"
7. "The Radioactive Lake"/"Circus Trail"
8. "The Sniffers"/"Hot Wire on Storm Mountain"
9. "Fire in the Tree"/"Runaway Ride"
10. "The Duster"/"Animal Airline"
11. "Discover Flying"/"Pappy to the Rescue"
12. "The Intruders"/"Trouble Times Three"
13. "Operation Slingshot"/"Dog Fight"
14. "Quick Frozen"/"All at Sea"
15. "Ground Zero"/"Devlin's Dilemma"
16. "Barnstormer's Circus"/"The Peril of the Prince"
17. "Carrier Pigeon"/"Mercy Flight"